# Zamora (prowincja)
Zamora – prowincja Hiszpanii, w zachodniej części regionu Kastylia i León. Stolicą prowincji jest Zamora. Na terenie prowincji występuje łagodny klimat śródziemnomorski. Region średnio uprzemysłowiony, słynący głównie z produkcji sera i wina.